# Uji (Kyōto)
Uji (jap. 宇治市, -shi) ist eine Großstadt in der japanischen Präfektur Kyōto südlich von Kyōto.

## Sehenswürdigkeiten
In ihr liegt der 1053 erbaute Tempel Byōdō-in und der Shintō-Schrein Ujigami-jinja, die beide 1994 als Teil des UNESCO-Weltkulturerbes Historisches Kyōto (Kyōto, Uji und Ōtsu) aufgenommen wurden. Uji ist der Standort zahlreicher weiterer Tempel und Schreine, darunter der Haupttempel des Ōbaku-shū-Zen, der Obakusan Mampuku-ji und der Uji-Schrein.
Da ein großer Teil des in Japan bekannten Ur-Romans Genji Monogatari in Uji spielt, befindet sich das Genji-Monogatari-Museum in der Stadt.
Die kleine Flussinsel Tachibana im Fluss Uji mit ihren pittoresken Brücken und unmittelbarer Nähe zu den bekannten Schreinen und Tempeln und beginnenden östlichen Bergen lädt zum Verweilen ein. Hier wird auch Kormoranfischerei als Touristenattraktion betrieben. Dieses Areal und der Unterlauf des Uji wird durch den nur etwa 1 km flussaufwärts gelegenen Amagase-Damm vor Überschwemmungen geschützt.
In der Siedlung Utoro (ウトロ) nahe der Bahnstation Iseda (伊勢田駅) befindet sich das Utoro Peace Memorial Museum (ウトロ平和祈念館 / koreanisch 우토로 평화기념관).

## Geschichte
Uji verdankt seinen frühen Aufstieg seiner günstigen Lage am Fluss Uji, der insbesondere in historischer Zeit eine bedeutende Wasserstraße war. Schon im 4. Jahrhundert, so heißt es, errichtete der Sohn des Kaisers Ojin hier einen Palast. Die Errichtung einer Brücke in Uji im Jahr 646 durch den buddhistischen Priester Doto festigte die Bedeutung der Ansiedlung.
Als 794 die Hauptstadt nach Heian-kyō verlegt wurde, war das landschaftlich schön gelegene Uji südlich der neuen Hauptstadt ein beliebter Aufenthaltsort für den Adel. Eine dieser Adelsvillen der Heian-Zeit, die in den Besitz des Regenten Fujiwara no Michinaga überging, wurde schließlich von seinem Sohn Fujiwara no Yorimichi als Tempel gewidmet, der Byōdō-in. Dōgen Zenji, der erste japanische Patriarch des Sōtō-Zen, wurde 1200 in Uji geboren.
Während des Zweiten Weltkrieges wurden Arbeiter aus Korea nach Uji gebracht, um dort einen Militärflugplatz für Kyōtō zu errichten. Nach der Niederlage Japans lebten 1300 koreanische Arbeiter in der Siedlung Utoro. Sie blieben mit ihren Familien in Utoro, wurden und werden allerdings von der japanischen Bevölkerung zum Teil stark angefeindet, und es gab immer wieder Versuche, die Koreaner aus Utoro zu vertreiben. Im April 2022 wurde das Utoro Peace Memorial Museum eröffnet.

## Wirtschaft
Neben der durch Fluss und Brücke gegebenen und durch die Nähe zur Hauptstadt verstärkten Position als Handelsplatz verdankt Uji seine wirtschaftliche Bedeutung dem Tee. Seit der Einführung des Tees in Japan durch den Zen-Priester Eisai im 12. Jahrhundert war Uji ein Zentrum für die Produktion herausragenden Tees. Noch heute beziehen Tempel und Chado-Häuser ihren Tee aus Uji. 100 Gramm erstklassigen Tees (Tenju Premium) erzielen einen Preis von bis zu 25.000 Yen (220 Euro, 2016).
Das weltbekannte Animationsstudio Kyōto Animation ist in der Stadt ansässig.

## Verkehr
- Straße
  - Nationalstraße 24
- Zug
  - JR Nara-Linie
  - Kintetsu Kyōto-Linie
  - Keihan Uji-Linie

## Angrenzende Städte und Gemeinden
- Präfektur Kyōto
  - Kyōto
  - Jōyō
  - Kumiyama
  - Ujitawara
- Präfektur Shiga
  - Ōtsu

## Persönlichkeiten
- Masako Chiba (* 1976), Langstreckenläuferin
- Sōichirō Kōzuki (* 2000), Fußballspieler